# 长梗白珠
长梗白珠（学名：Gaultheria dolichopoda）为杜鹃花科白珠树属的植物。分布在缅甸北部以及中国大陆的西藏等地，生长于海拔3,300米至3,700米的地区，多生长于冷杉杜鹃林中、山坡岩石缝中和草丛中，目前尚未由人工引种栽培。